# Christoph Heinrich Pfaff
Christian Heinrich Pfaff ou Christoph Heinrich Pfaff (2 mars 1773, Stuttgart - 24 avril 1852, Kiel, duché de Holstein) est un médecin wurtembergeois, ayant également travaillé comme chimiste et physicien.

## Biographie
Il fait ses études de médecine à Stuttgart jusqu'en 1793, puis s'installe à Göttingen, où il travaille sur le galvanisme.
En 1797, il devient "professeur extraordinaire" à l'université de Kiel, puis, en 1801, est nommé professeur de chimie, physique et médecine. Il s'intéresse alors particulièrement à la chimie pharmaceutique, conduisant ainsi à la rédaction de son ouvrage le plus connu (System der Materia Medica nach chemischen Principien, 1808-1824). Il isole en particulier de nombreuses substances naturelles telles que l'acide caféique ou l'acide lichénique.
Ses frères (Johann Friedrich et Johann Wilhelm Andreas) sont mathématiciens.